# Neotunga inexpectata
Neotunga inexpectata är en loppart som först beskrevs av Smit 1950.  Neotunga inexpectata ingår i släktet Neotunga och familjen Tungidae. Inga underarter finns listade i Catalogue of Life.